# Honey, Just Allow Me One More Chance
Honey, Just Allow Me One More Chance är en låt inspelad av Henry Thomas och utgiven 1928. Bob Dylan gjorde 1963 en cover på låten på hans album The Freewheelin' Bob Dylan.